# 上积
代数拓扑中，上积或杯积（cup product）是将两个度为p和q的上循环联接起来，形成度为p+q的复合循环的方法。这定义了上同调中的结合（与分散）分次交换积，将空间X的上同调转变为分次环{\displaystyle H^{*}(X)}，称作上同调环。上积由詹姆斯·韦德尔·亚历山大、爱德华·切赫与哈斯勒·惠特尼于1935–1938年间提出，1944年塞缪尔·艾伦伯格给出了一般定义。

## 定义
奇异上同调中，上积构造给出了拓扑空间X的分次上同调环{\displaystyle H^{*}(X)}上的积。
构造始于上链之积：若{\displaystyle \alpha ^{p}}是p上链，且{\displaystyle \beta ^{q}}是q上链，则
{\displaystyle (\alpha ^{p}\smile \beta ^{q})(\sigma )=\alpha ^{p}(\sigma \circ \iota _{0,1,...p})\cdot \beta ^{q}(\sigma \circ \iota _{p,p+1,...,p+q})}
其中σ是奇异{\displaystyle (p+q)}-单纯形，{\displaystyle S\subset \{0,1,...,p+q\}}, {\displaystyle \iota _{S}}
是S张成的单纯形规范嵌入{\displaystyle (p+q)}-单纯形，后者的顶点索引为{\displaystyle \{0,...,p+q\}}。
非正式地，{\displaystyle \sigma \circ \iota _{0,1,...,p}}是σ的第p个正面（front face），{\displaystyle \sigma \circ \iota _{p,p+1,...,p+q}}是σ的第q个背面（back face）。
上链{\displaystyle \alpha ^{p}}与{\displaystyle \beta ^{q}}的上积的上边缘（coboundary）为
{\displaystyle \delta (\alpha ^{p}\smile \beta ^{q})=\delta {\alpha ^{p}}\smile \beta ^{q}+(-1)^{p}(\alpha ^{p}\smile \delta {\beta ^{q}}).}
两个上循环的上积仍是上循环，上边缘与上循环（任意顺序）的积仍是上边缘。上积在上同调中引入了双线性运算
{\displaystyle H^{p}(X)\times H^{q}(X)\to H^{p+q}(X).}

## 性质
上同调中的上积满足以下特性
{\displaystyle \alpha ^{p}\smile \beta ^{q}=(-1)^{pq}(\beta ^{q}\smile \alpha ^{p})}
因此相应的乘法是分次交换的。
上积的函子性体现在以下方面：若
{\displaystyle f\colon X\to Y}
是连续函数，
{\displaystyle f^{*}\colon H^{*}(Y)\to H^{*}(X)}
是上同调中的诱导同态，则
{\displaystyle f^{*}(\alpha \smile \beta )=f^{*}(\alpha )\smile f^{*}(\beta ),}
对{\displaystyle H^{*}(Y)}中所有类α、β。也就是说，f *是（分次）环同态。

## 解释
可将上积{\displaystyle \smile \colon H^{p}(X)\times H^{q}(X)\to H^{p+q}(X)}视作由下面的组合诱导而来：
{\displaystyle \displaystyle C^{\bullet }(X)\times C^{\bullet }(X)\to C^{\bullet }(X\times X){\overset {\Delta ^{*}}{\to }}C^{\bullet }(X)}
以{\displaystyle X}与{\displaystyle X\times X}的链复形表示，其中第一个映射是克奈映射，第二个映射由对角{\displaystyle \Delta \colon X\to X\times X}诱导。
这个构成传给商，便给出了良定义的上同调映射，这就是上积。这种方法解释了上同调上积的存在，但没有解释同调上积：{\displaystyle \Delta \colon X\to X\times X}诱导了映射{\displaystyle \Delta ^{*}\colon H^{\bullet }(X\times X)\to H^{\bullet }(X)}，但还会诱导映射{\displaystyle \Delta _{*}\colon H_{\bullet }(X)\to H_{\bullet }(X\times X)}，后者与我们定义积的方法相反。不过，这在定义下积时是有用的。
上积的这种表达体现了双线性，即{\displaystyle (u_{1}+u_{2})\smile v=u_{1}\smile v+u_{2}\smile v}；{\displaystyle u\smile (v_{1}+v_{2})=u\smile v_{1}+u\smile v_{2}.}

## 例子
上积可用来区分流形和具有相同上同调群的空间之楔。空间{\displaystyle X:=S^{2}\vee S^{1}\vee S^{1}}与环面T具有相同的上同调群，但具有不同的上积。在X的情况下，与 {\displaystyle S^{1}}相关的上链的乘法是退化的；而在T中，第一个上同调群中的乘法可用于将环面分解为2胞图，从而使积等于Z（更一般地说是M，此处是基模）。

## 其他定义

### 上积与微分形式
在德拉姆上同调中，微分形式的上积由楔积导出。即，两个闭微分形式的楔积属于两个原德拉姆类的上积的德拉姆类。

### 上积与几何相交

环绕数可用链的补上的非零上积定义。这两个链循环在 变形中的补退化为环面和2球的楔和，其有度为1、不为零的上积。

对于定向流形，有几何启发式，即“上积与相交是对偶的”。
令{\displaystyle M}为{\displaystyle n}维定向光滑流形。若两个余维分别是i、j的子流形{\displaystyle A,B}横截着交，那么它们的交{\displaystyle A\cap B}又是余维是i + j的子流形。将这些流形的基本同调类的像置于包含（inclusion）之中，就可以得到同调上的双线性积，与上积是庞加莱对偶的，即取庞加莱对{\displaystyle [A]^{*},[B]^{*}\in H^{i},H^{j}}则有以下等式：
{\displaystyle [A]^{*}\smile [B]^{*}=[A\cap B]^{*}\in H^{i+j}(X,\mathbb {Z} )}.
同样，环绕数也可用交来定义，将维数移动1，或者用链之补上的非零上积来定义。

## 梅西积

梅西积推广了上积，允许定义“高阶环绕数“，即米尔诺不变量。

上积是二元运算。可以定义三元甚至多元的高阶运算，称作梅西积，是上积的推广。它是一种高阶上同调运算，目前只定义了一部分（只定义了部分三元运算）。